# Oleiros
Oleiros ist eine Kleinstadt (Vila) und ein Kreis (Concelho) in Portugal mit 2300 Einwohnern (Stand 30. Juni 2011).

## Geschichte
Der heutige Ort Oleiros wurde erstmals erwähnt in einer Urkunde über eine Gebietsschenkung des Königs Sancho I. an den Hospitalerorden im Jahr 1194. Erste Stadtrechte erhielt der Ort 1232, die König Manuel I. im Jahr 1513 erneuerte und dabei Oleiros zu einem eigenständigen Kreis machte, außerhalb jeden kirchlichen Ordens.
Am 2. Februar 1811 wurde Oleiros Opfer einiger Zerstörungen durch die Hand durchziehender französischer Truppen der Napoleonischen Invasionen. Im Zuge der Verwaltungsreformen nach der Liberalen Revolution in Portugal wurde der Kreis von Oleiros 1834 deutlich erweitert. Nach seiner kurzzeitigen Auflösung besteht der eigenständige Kreis von Oleiros wieder seit 1869.

## Kultur und Sehenswürdigkeiten
Zu den Baudenkmälern von Oleiros zählen verschiedene Sakralbauten und historische öffentliche Gebäude. Auch der historische Ortskern steht unter Denkmalschutz.
Abschnitte der Naturlandschaft der umgebenden Wälder des Pinhal Interior Sul sind als Grupo de Unidades de Paisagem do Pinhal do Centro (dt. etwa: Gruppe von Landschaftseinheiten des zentralen Kiefernwaldes) geschützt. Das bestehende Netz an Wanderwegen im Kreis wird weiter ausgebaut, und verschiedene Flussbäder sind angelegt und mit Infrastruktur und Wassersportmöglichkeiten ausgestattet. Der Kreis wendet sich damit auch an Touristen, insbesondere an Individualreisende des naturnahen Urlaubs in Einrichtungen des Turismo rural.

## Verwaltung

### Kreis
Oleiros ist Verwaltungssitz eines gleichnamigen Kreises. Die Nachbarkreise sind (im Uhrzeigersinn im Norden beginnend): Fundão, Castelo Branco, Proença-a-Nova, Sertã sowie Pampilhosa da Serra.
Die folgenden Gemeinden (freguesias) liegen im Kreis Oleiros:

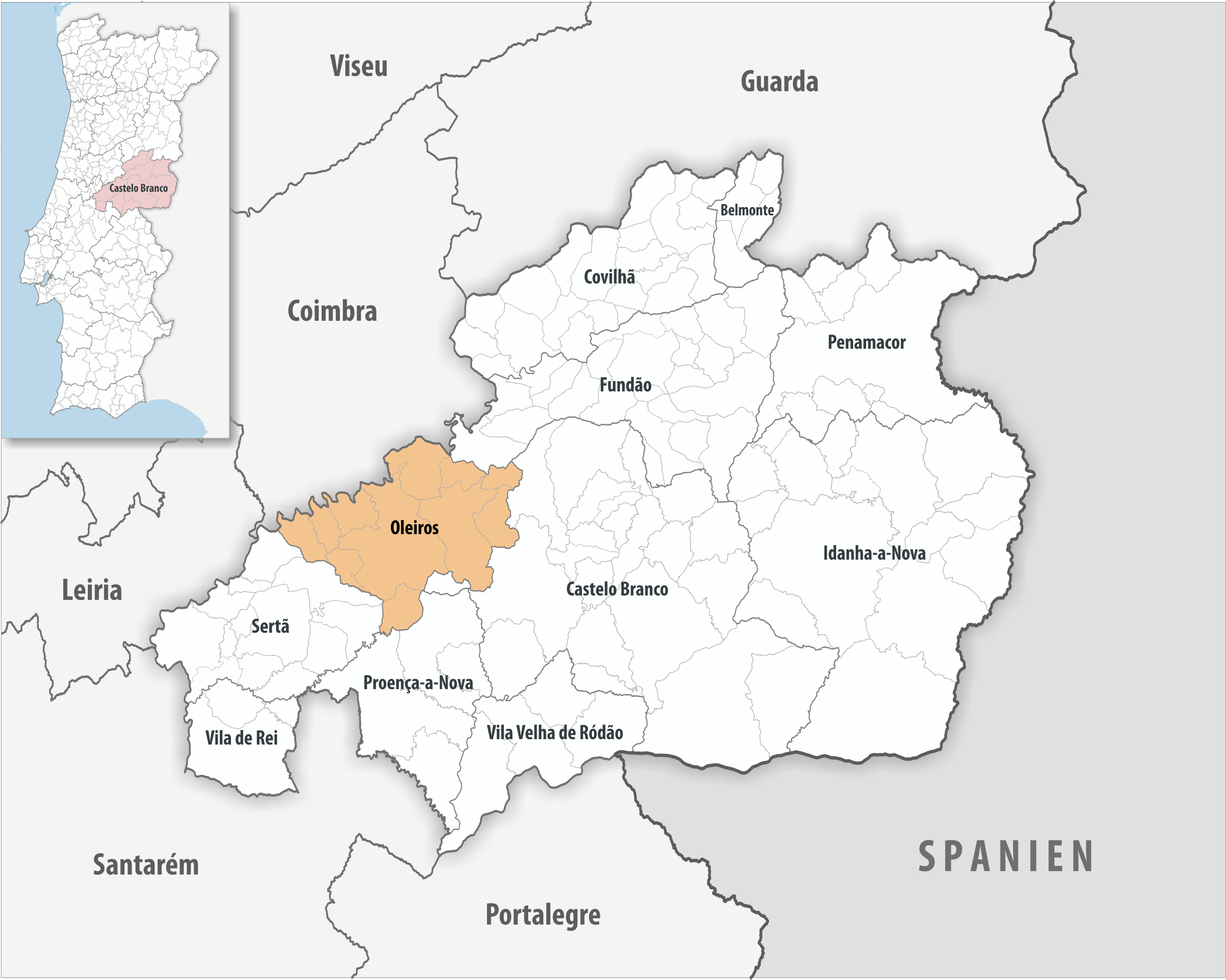
Kreis Oleiros

| Gemeinde                 | Einwohner (2021) | Fläche km² | Dichte Einw./km² | LAU- Code |
| ------------------------ | ---------------- | ---------- | ---------------- | --------- |
| Álvaro                   | 226              | 29,41      | 8                | 050601    |
| Cambas                   | 254              | 48,54      | 5                | 050603    |
| Estreito — Vilar Barroco | 834              | 93,51      | 9                | 050613    |
| Isna                     | 151              | 27,94      | 5                | 050605    |
| Madeirã                  | 154              | 26,87      | 6                | 050606    |
| Mosteiro                 | 260              | 17,70      | 15               | 050607    |
| Oleiros — Amieira        | 2.080            | 143,64     | 14               | 050614    |
| Orvalho                  | 638              | 33,31      | 19               | 050609    |
| Sarnadas de São Simão    | 167              | 31,00      | 5                | 050610    |
| Sobral                   | 140              | 19,16      | 7                | 050611    |
| Kreis Oleiros            | 4.904            | 471,08     | 10               | 0506      |

### Kommunaler Feiertag
- Montag nach dem zweiten Sonntag im August

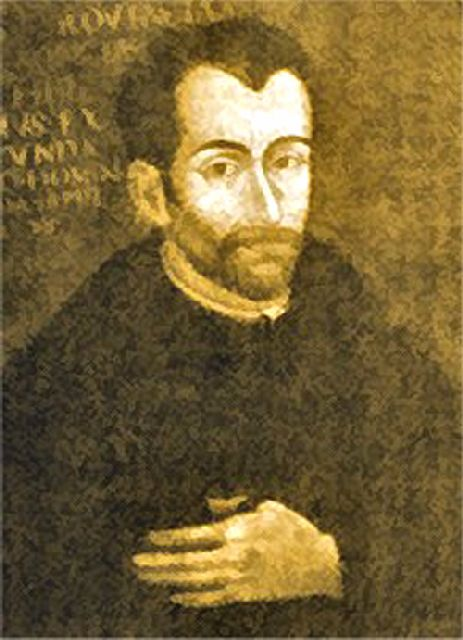
António de Andrade

## Söhne und Töchter der Stadt
- Antonio Freire de Andrade (1580–1634), jesuitischer Missionar und Forschungsreisender, überquerte als erster Europäer den Himalaya
- Armando Esteves Domingues (* 1957), römisch-katholischer Geistlicher, Bischof von Angra